# برسكابتاس تاسيكمالايا
برسكابتاس تاسيكمالايا (بالإنجليزية: Persekabtas Tasikmalaya)‏ هو فريق كرة قدم إندونيسي مقره في تاسيكمالايا ، جاوة الغربية والذي تشكل في 1 يونيو 2018 وتمت الموافقة عليه في المؤتمر السنوي اتحاد كرة القدم الإندونيسي اسبروف في جاوة الغربية في 27 أبريل 2019. يتنافسون حاليًا في دوري الدرجة الثالثة الاندونيسي 
كان برسكابتاس تاسيكمالايا تحت رعاية اتحاد كرة القدم الإندونيسي اسكاب ريجنسي تاسيكمالايا مع بيرسيتاس تاسيكمالايا.
مؤهل للمشاركة في دوري الدرجة الثالثة الاندونيسي، تبين أن نادي برسكابتاس تاسيكمالايا هو نادي اندماج من فيرلس إف سي باندونغ التي يملكها الأمين العام للاتحاد كرة القدم الإندونيسي اسبروف جبار ديدي برمانا الذي جاء من ريجنسي تاسيكمالايا. 